# Rohan Reid
Pour les articles homonymes, voir Reid.
Rohan Reid, né le 3 novembre 1981, est un footballeur international jamaïcain.

## Carrière
Reid commence sa carrière au Meadhaven United avant de partir pour le Village United en 2002. Après un rapide passage par le Wadadah FC, il signe avec l'Arnett Gardens avec qui il réalise la majeure partie de sa carrière. 
En avril 2013, il signe un contrat d'une saison en faveur du club américain des Charlotte Eagles.
En 2012, il fait ses débuts en équipe nationale jamaïcaine. La même année, il décide de signer au Cavalier FC, promu en première division. En mars 2013, il signe avec les Eagles de Charlotte, évoluant en USL Pro.
Rohan Reid est aussi un membre de l'équipe jamaïcaine de football de plage.